# Військовий музей (Белград)
Військовий музей (серб. Војни музеј) — воєнно-історичний музей в Горнем-граді Белградської фортеці.

## Історія
Військовий музей заснований 10 (22) серпня 1878 р. Указом князя Мілана Обреновича IV. Будівля, де зараз розташований музей, зведена у 1924 р.

## Експозиції
В музеї зберігаються військові предмети та об'єкти національного значення з історії сербського народу, а також предмети культури з території сучасної Сербії від древніх часів до сьогодення.
Фонди музею налічують близько 30 тисяч предметів, поєднаних у кілька колекцій: археологічну, колекцію зброї, нагороди, прапори, одяг та уніформа, картини і фотографії.

### Зовнішня експозиція

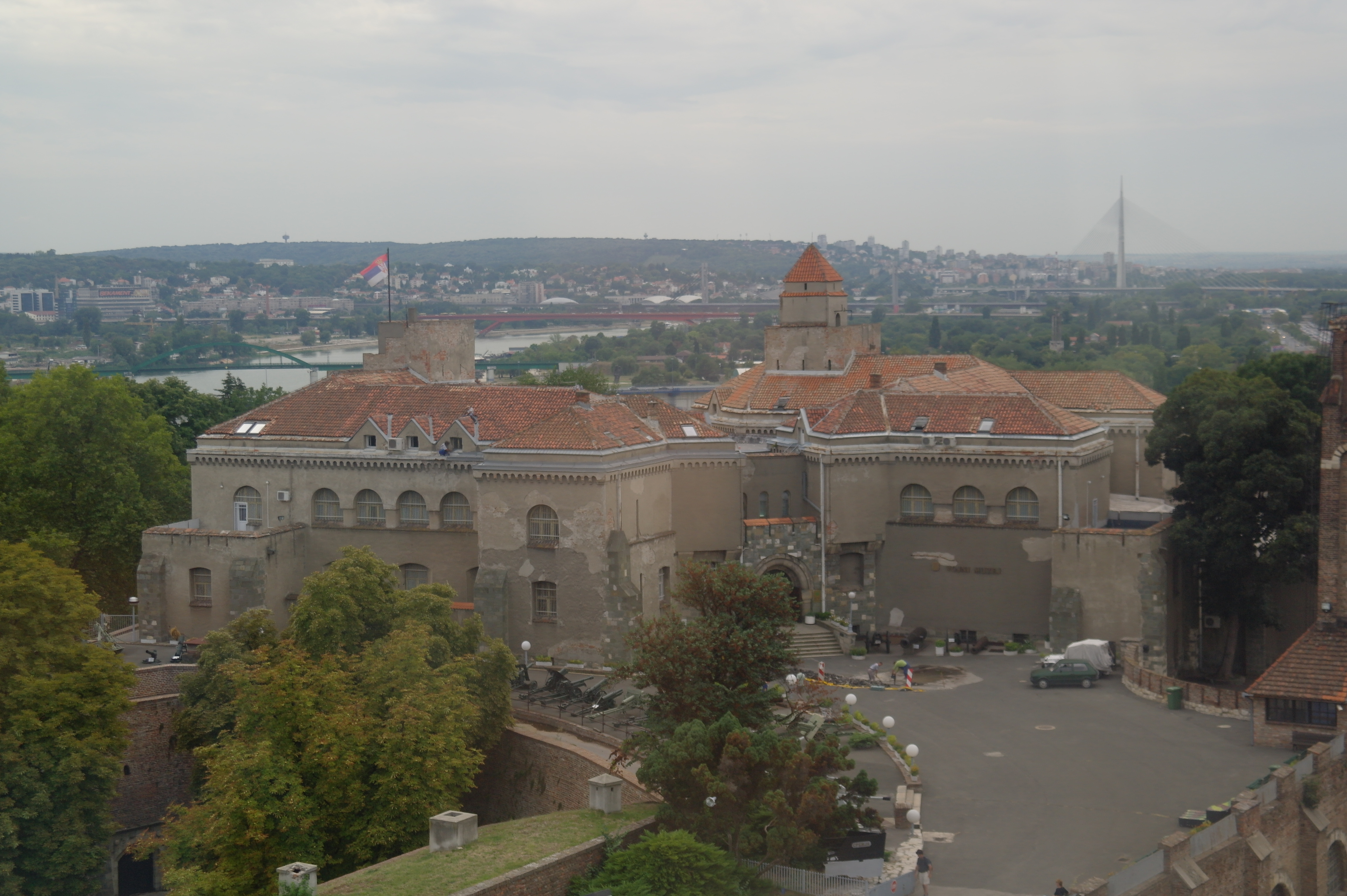
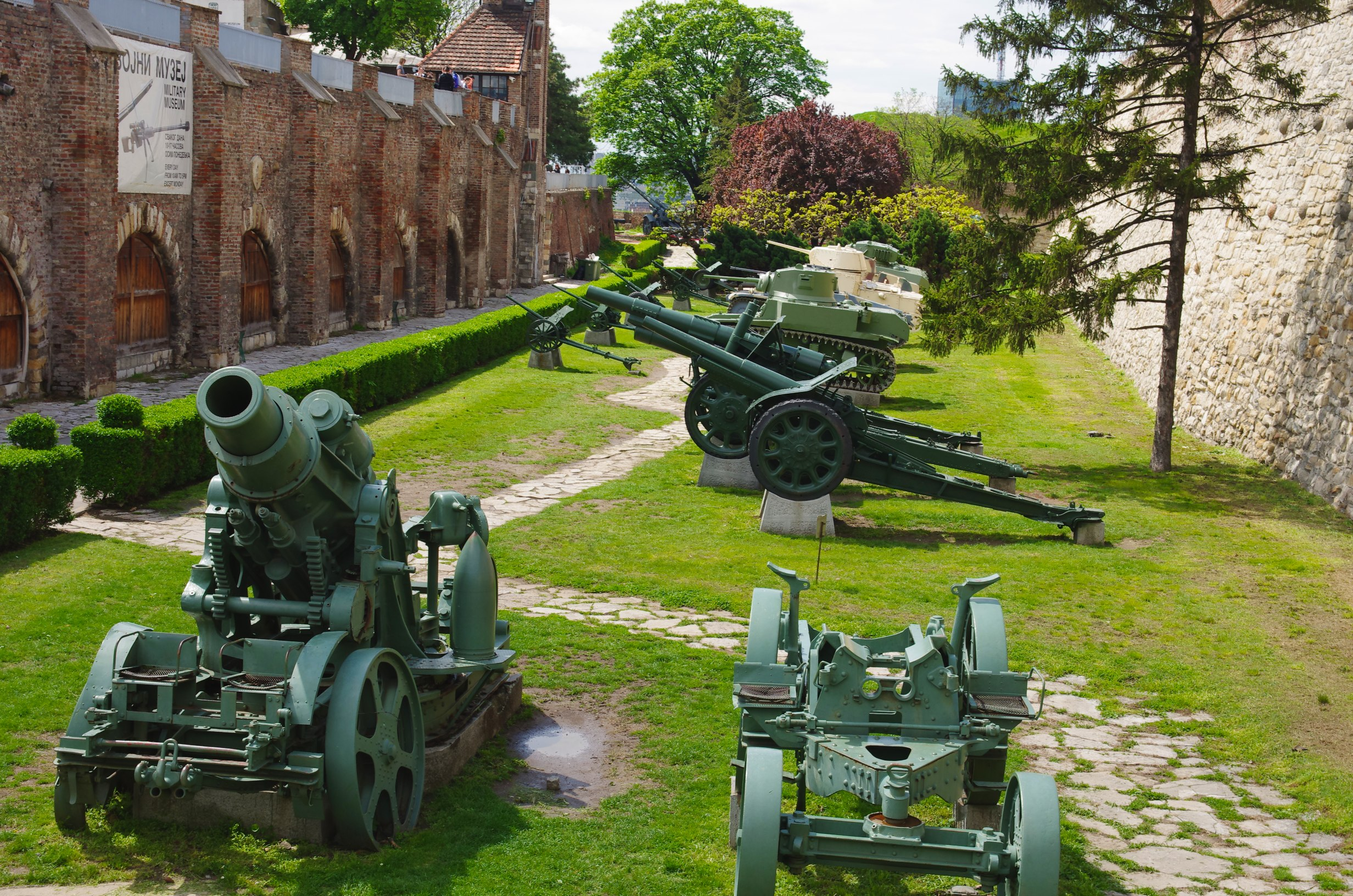
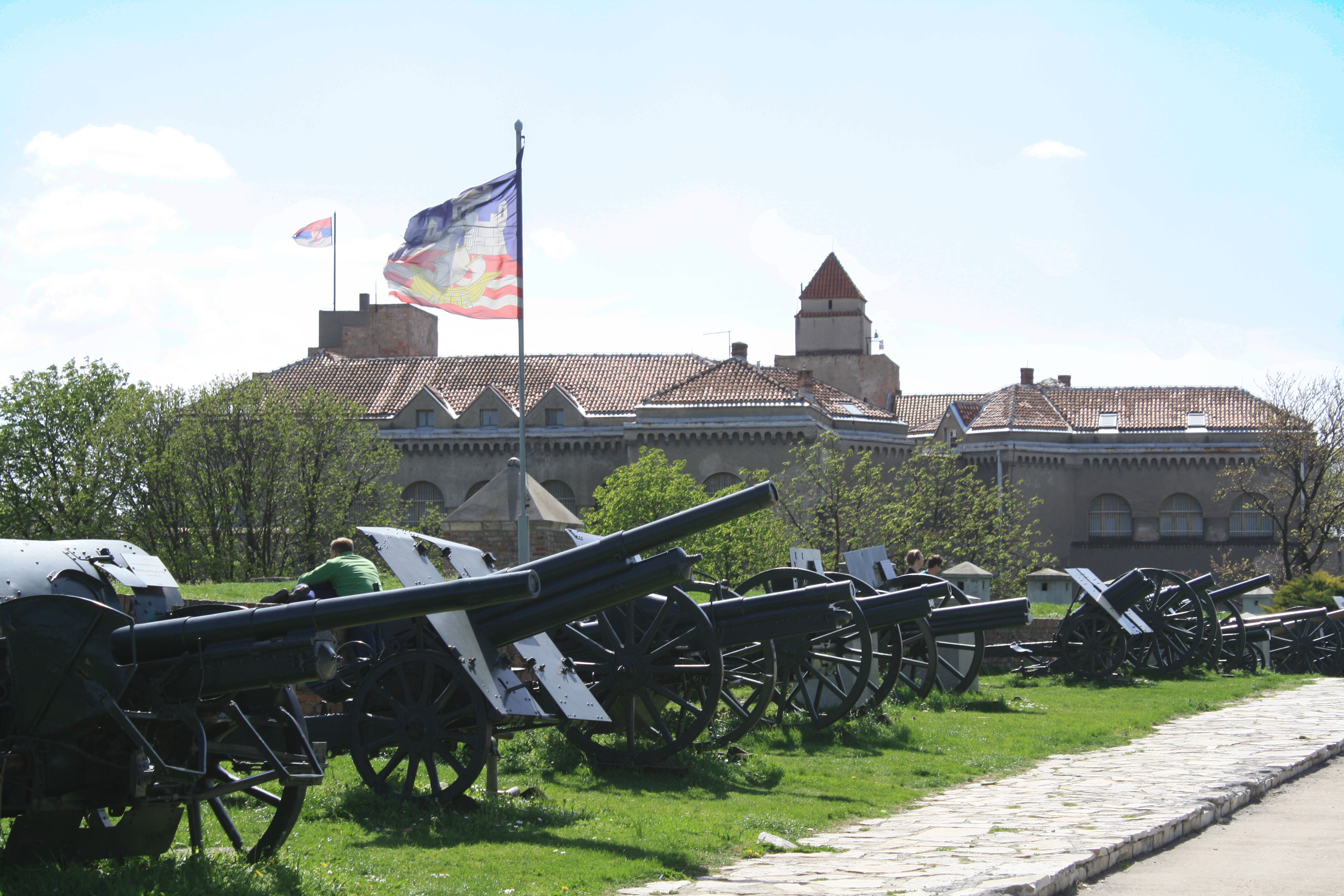
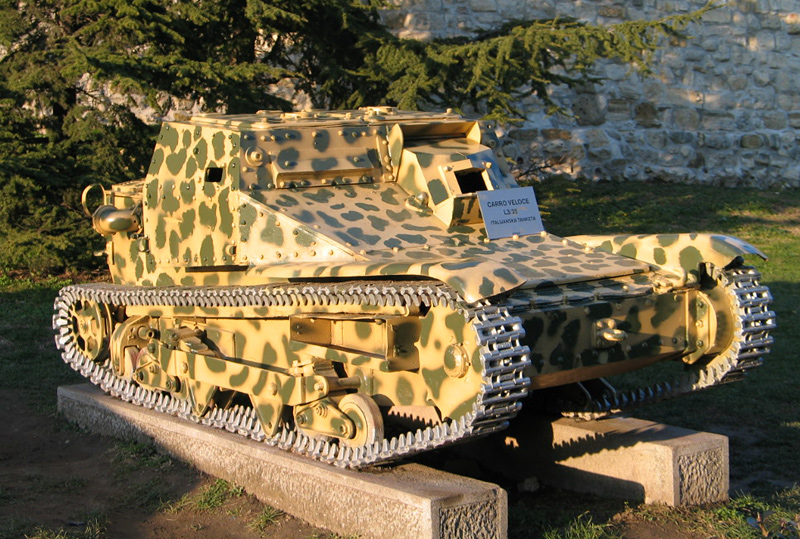
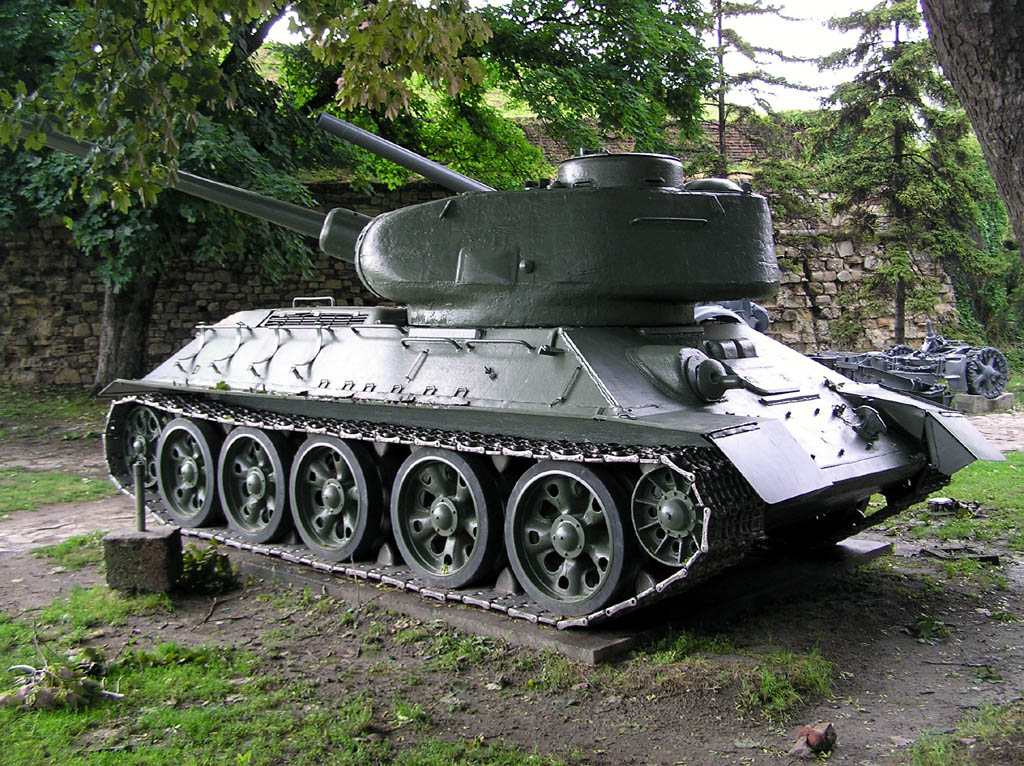
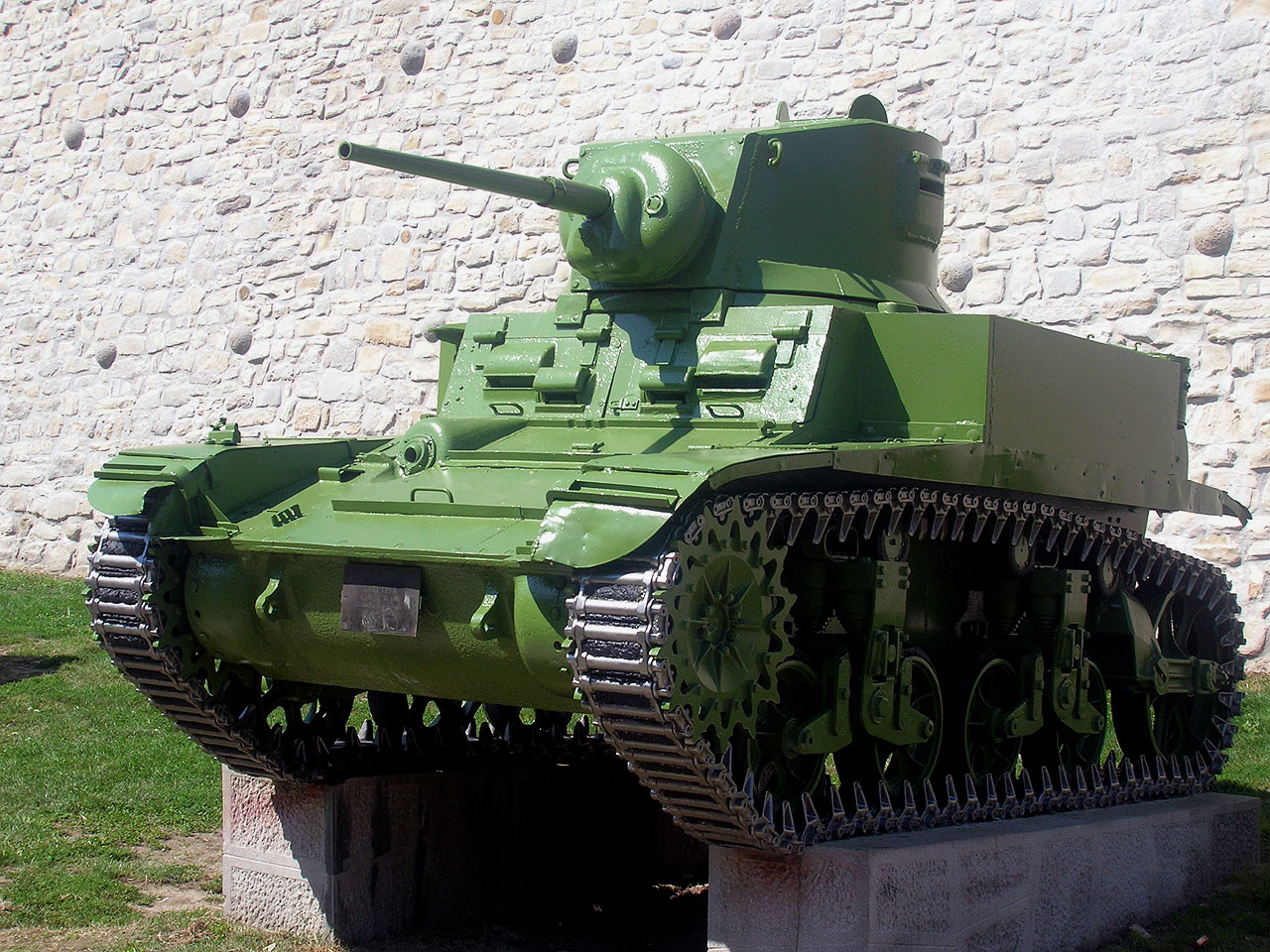
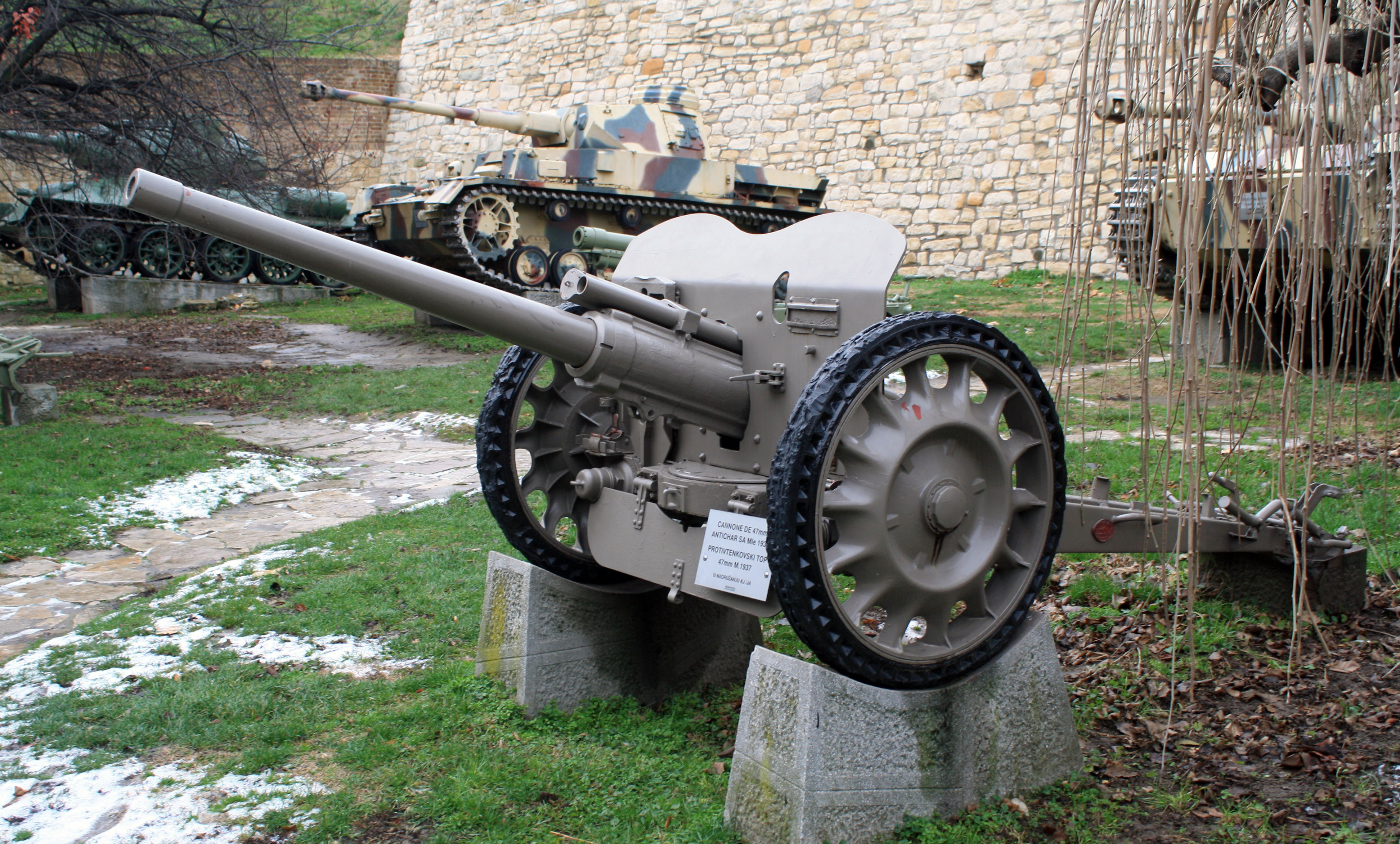
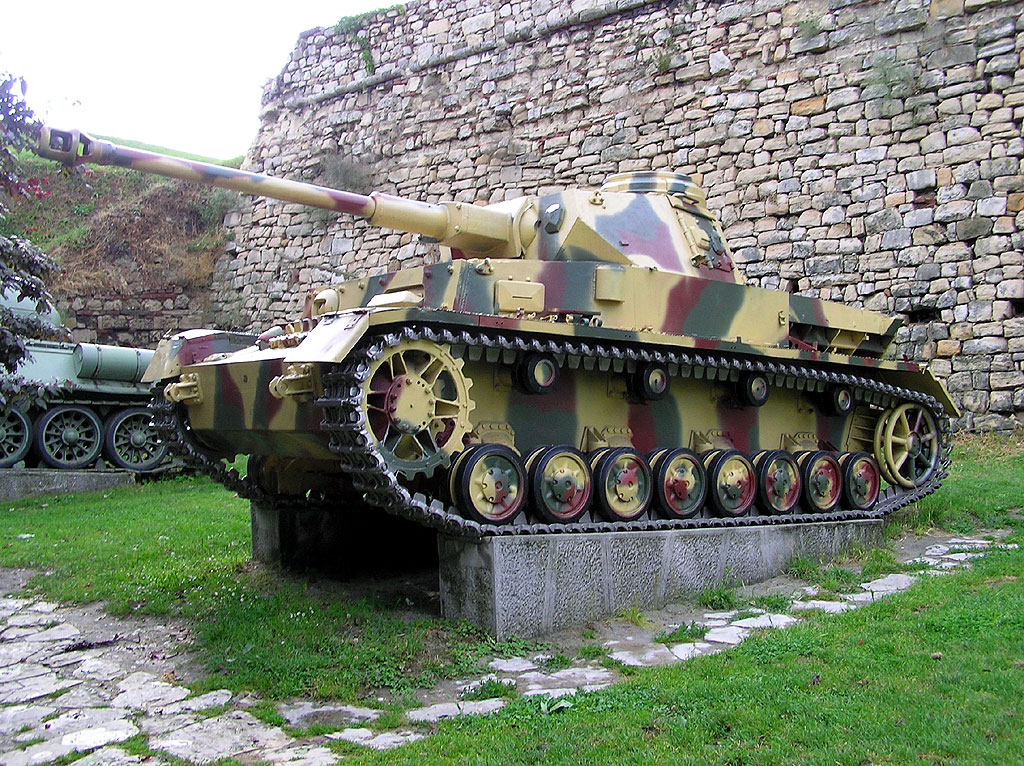

### Внутрішня експозиція

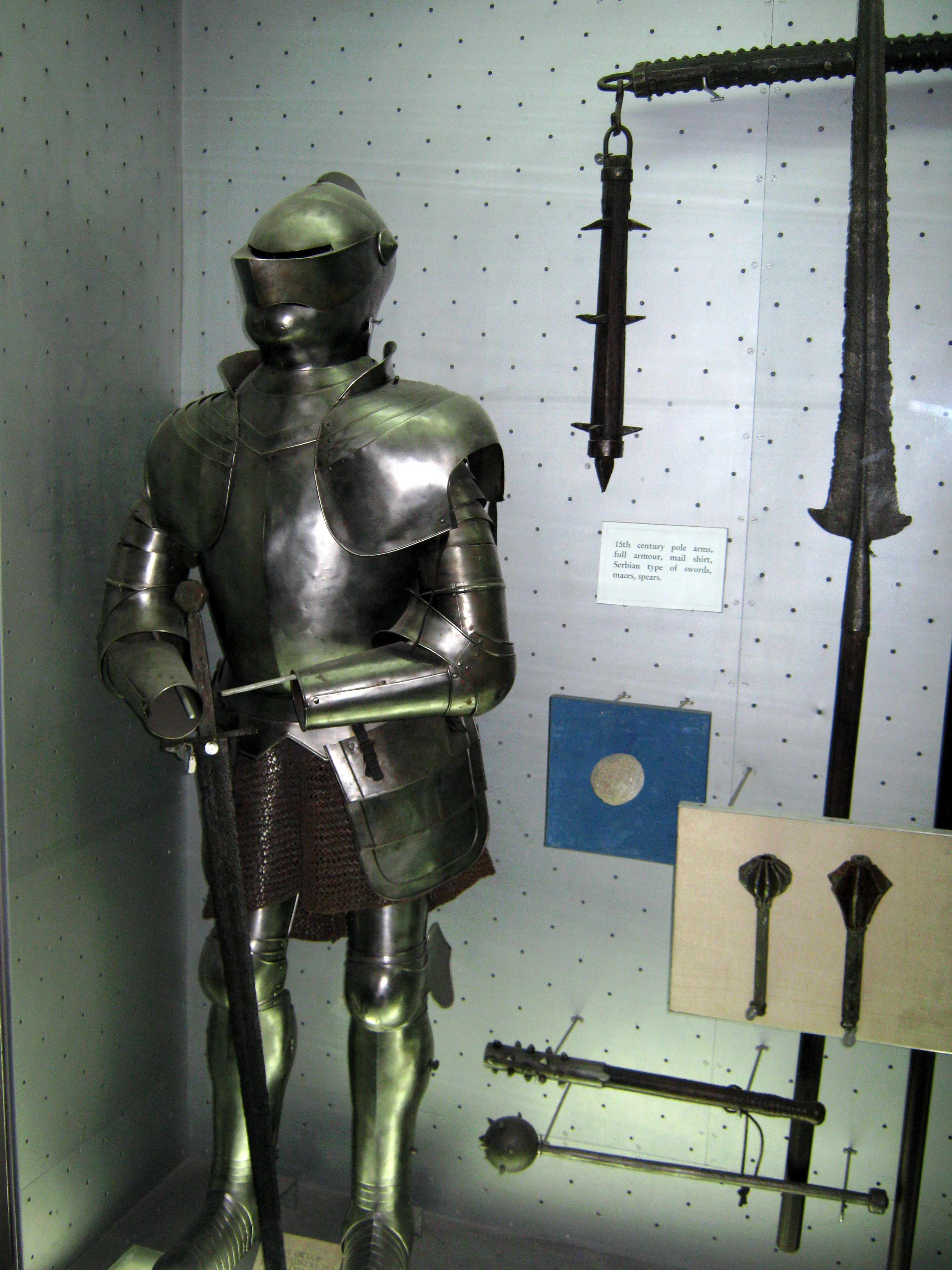
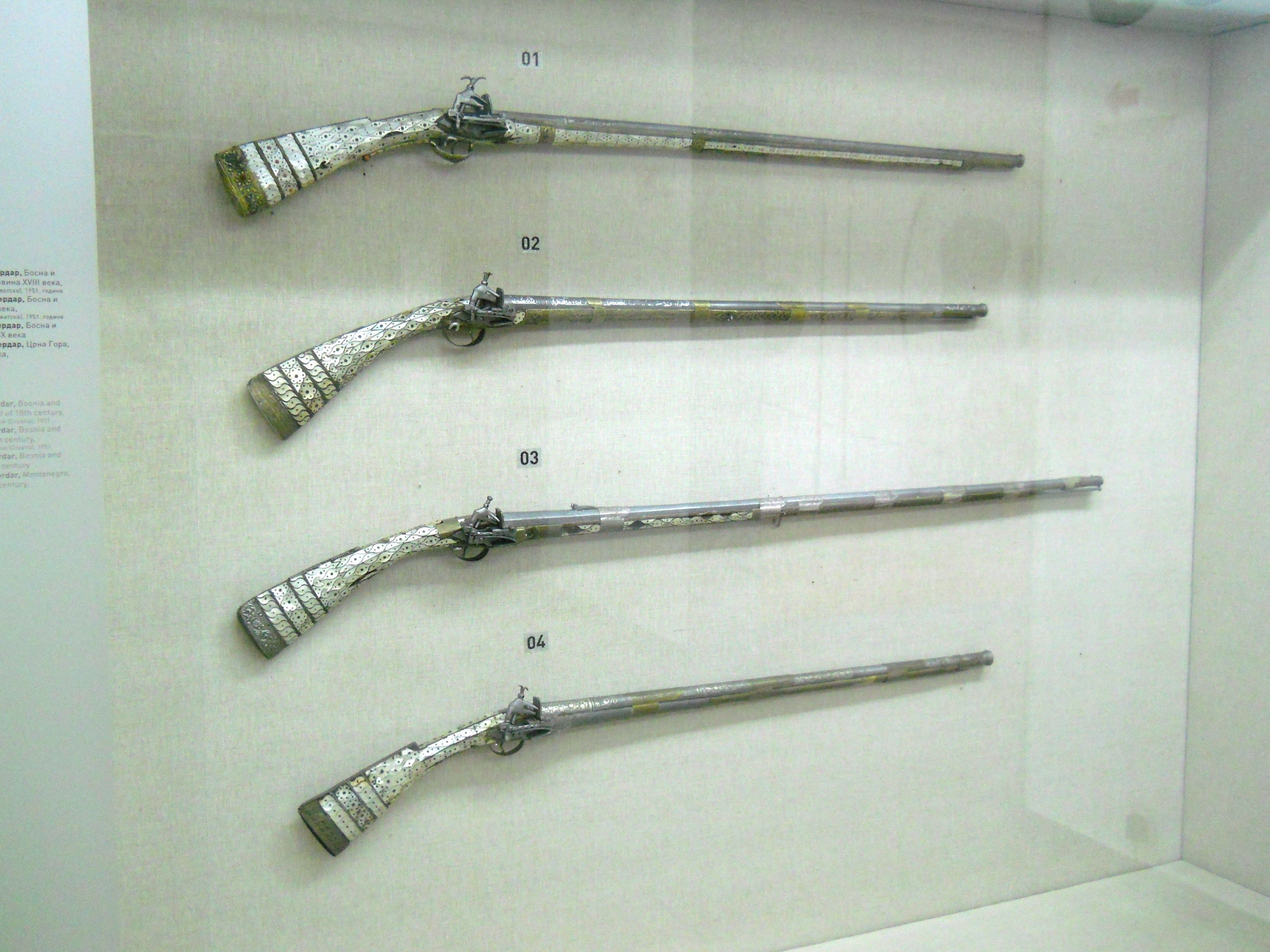
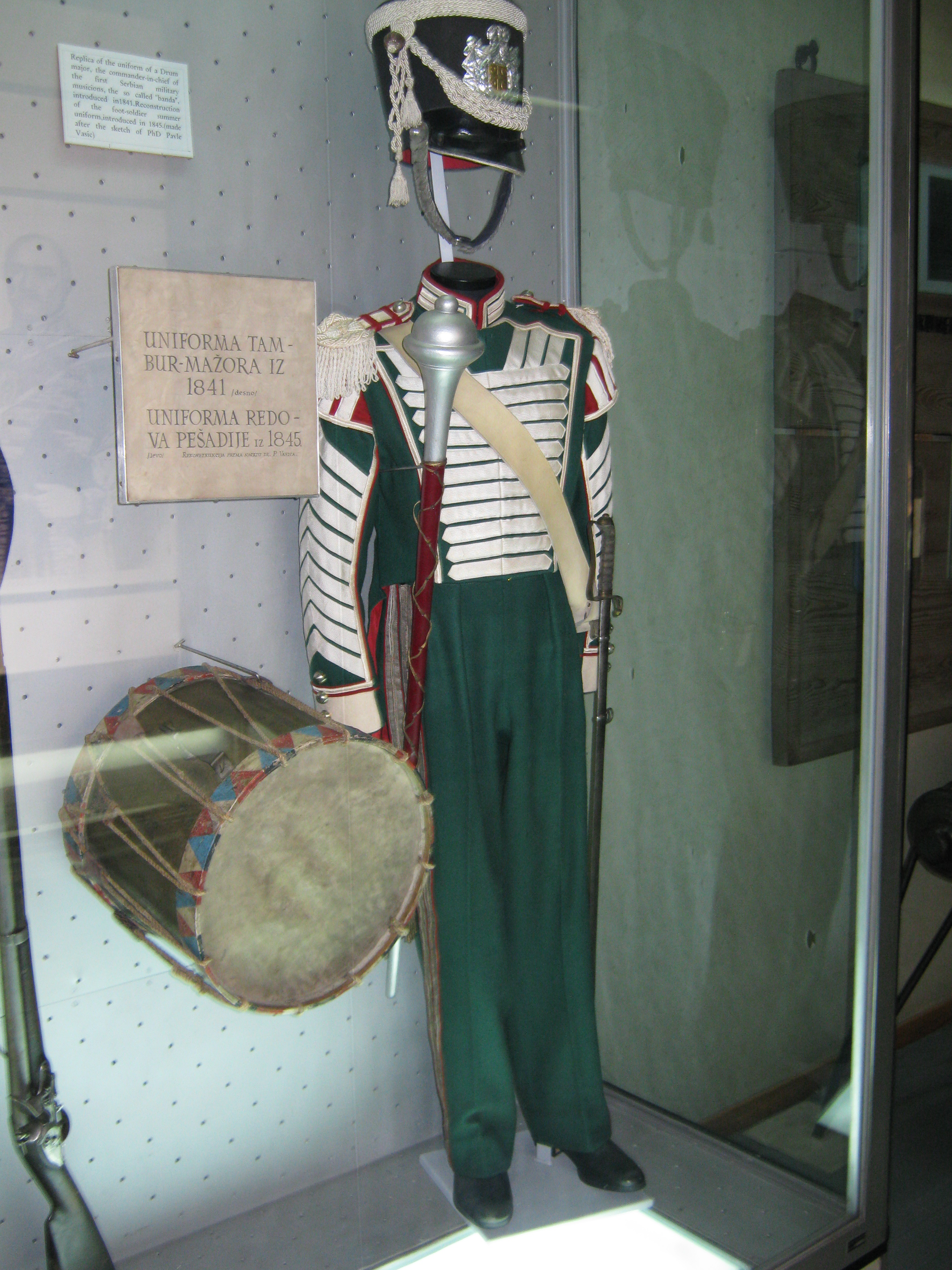
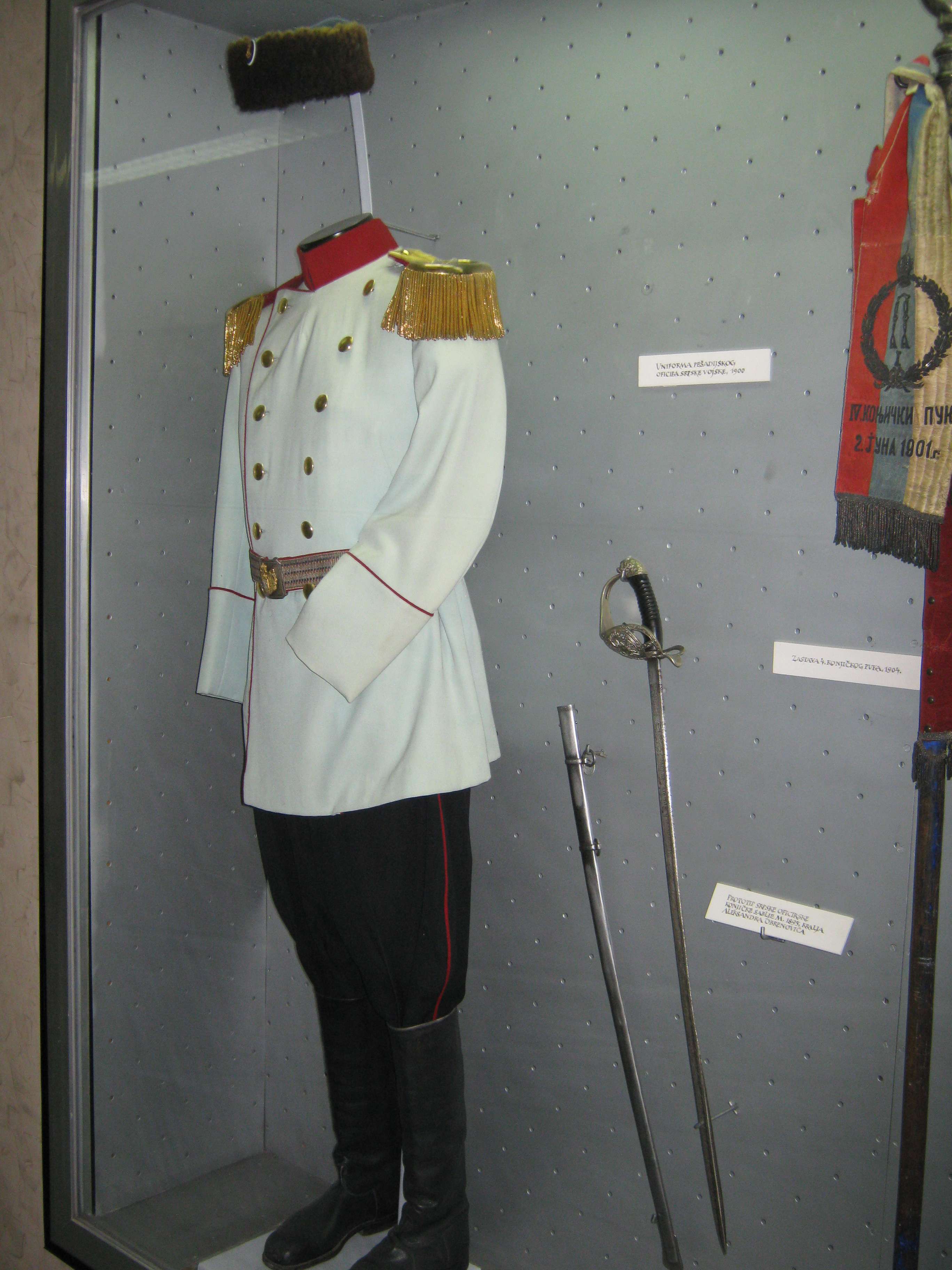
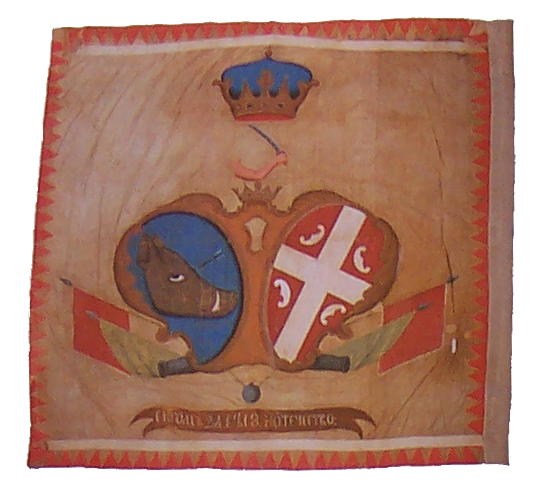
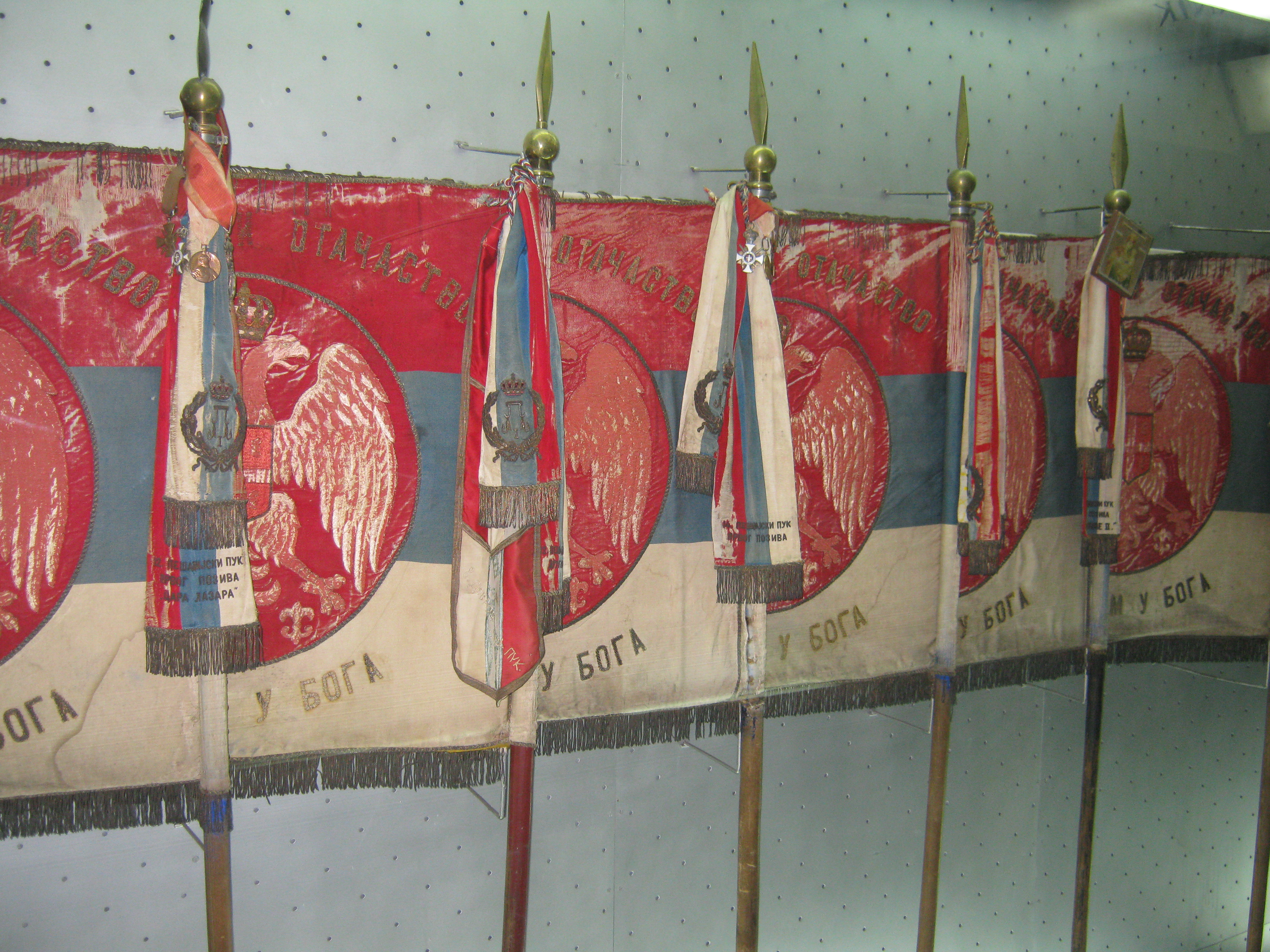

## Галерея

### Картини і фотографії

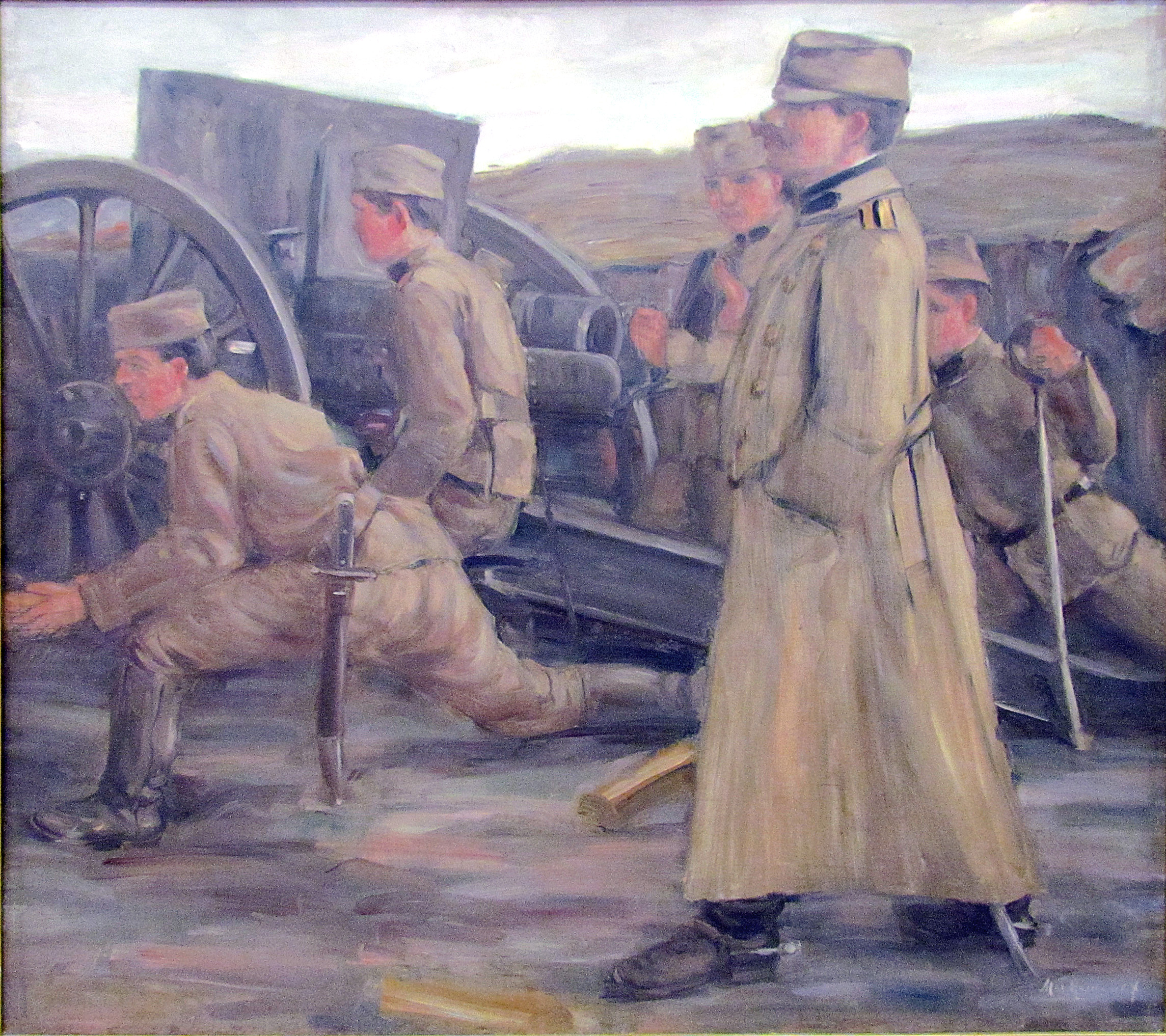
Михайло Милованович. „Артиљерци”, 1913-14.
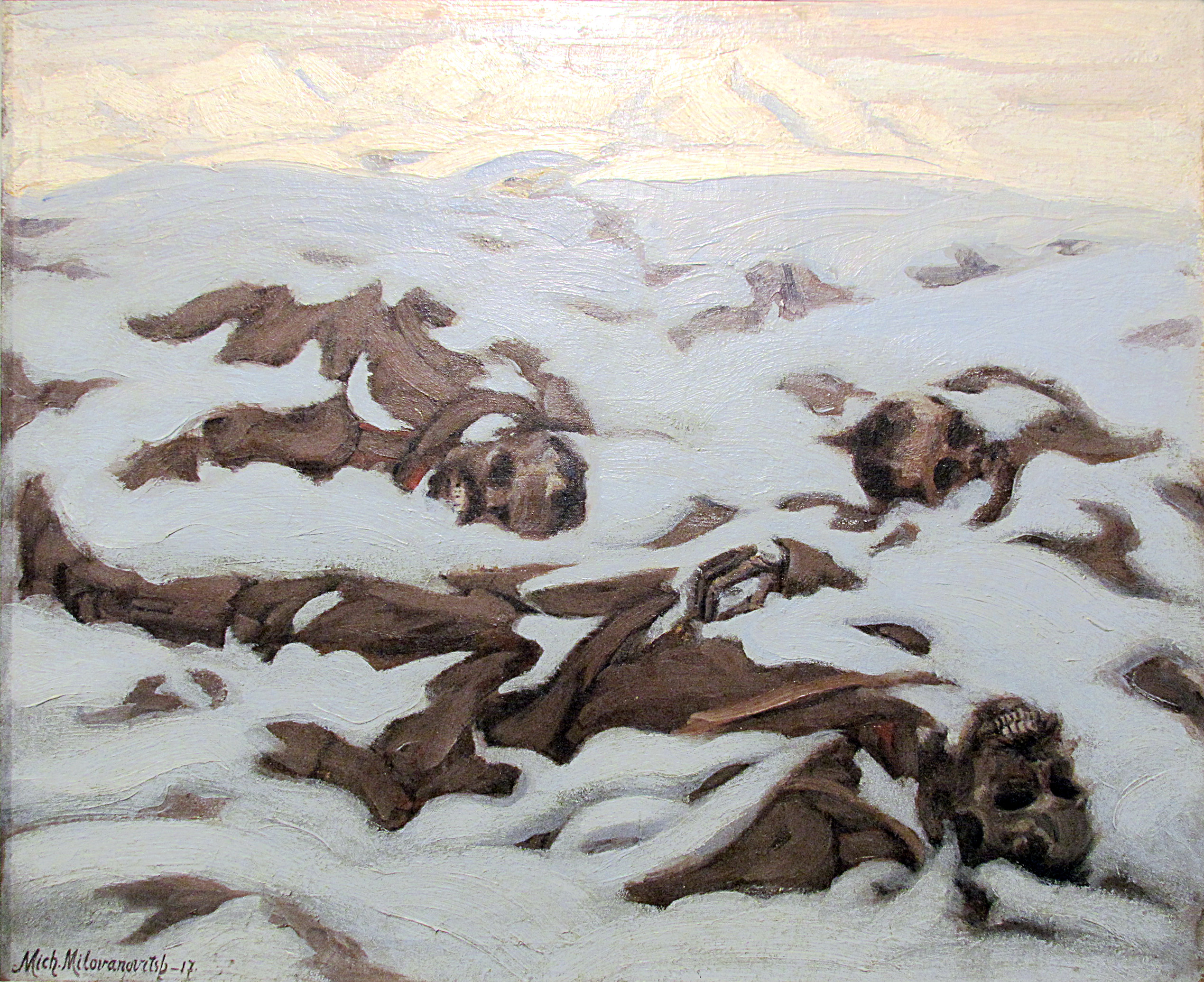
Михайло Милованович. „Мртвачки мир”, 1917.
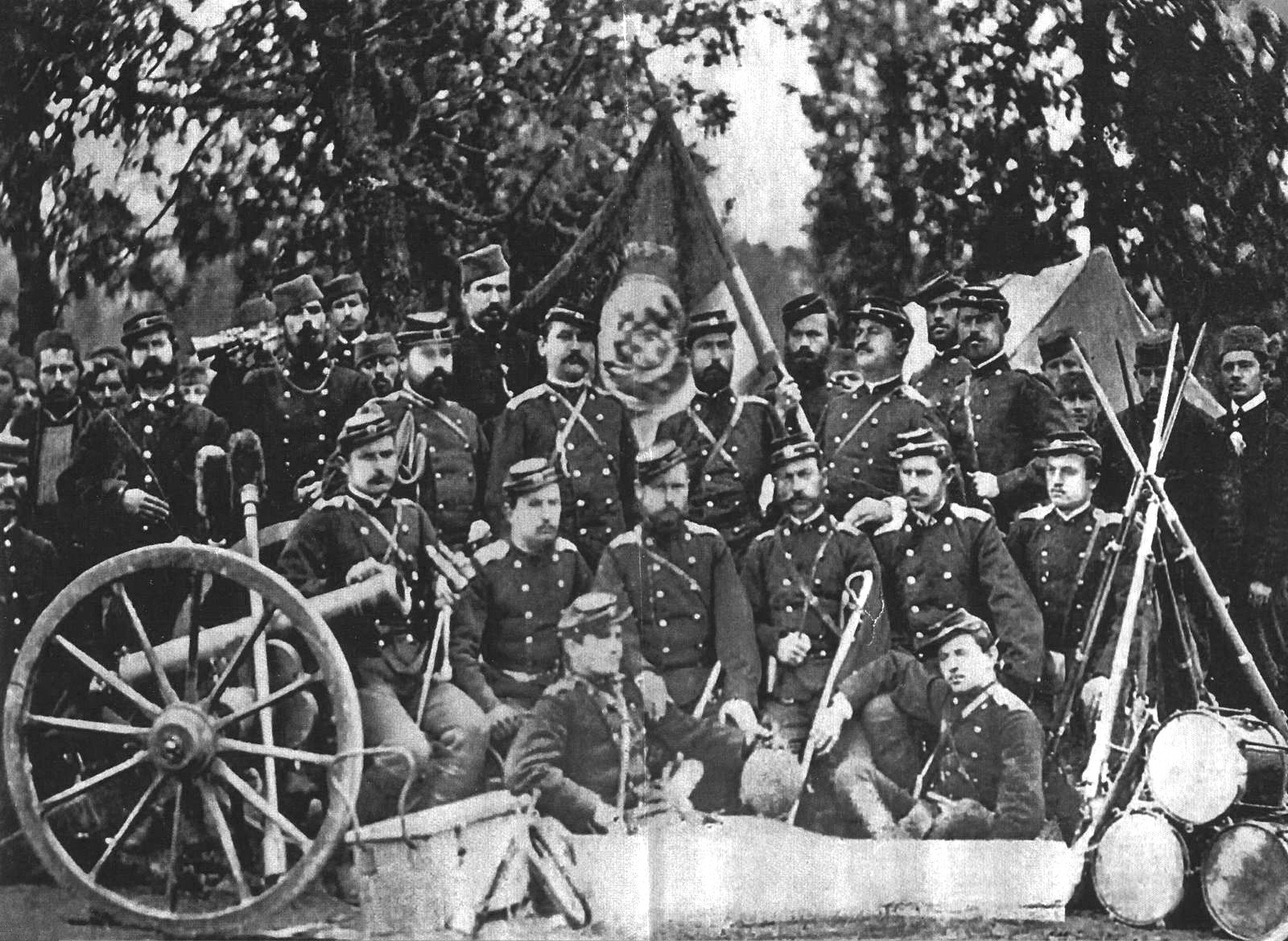
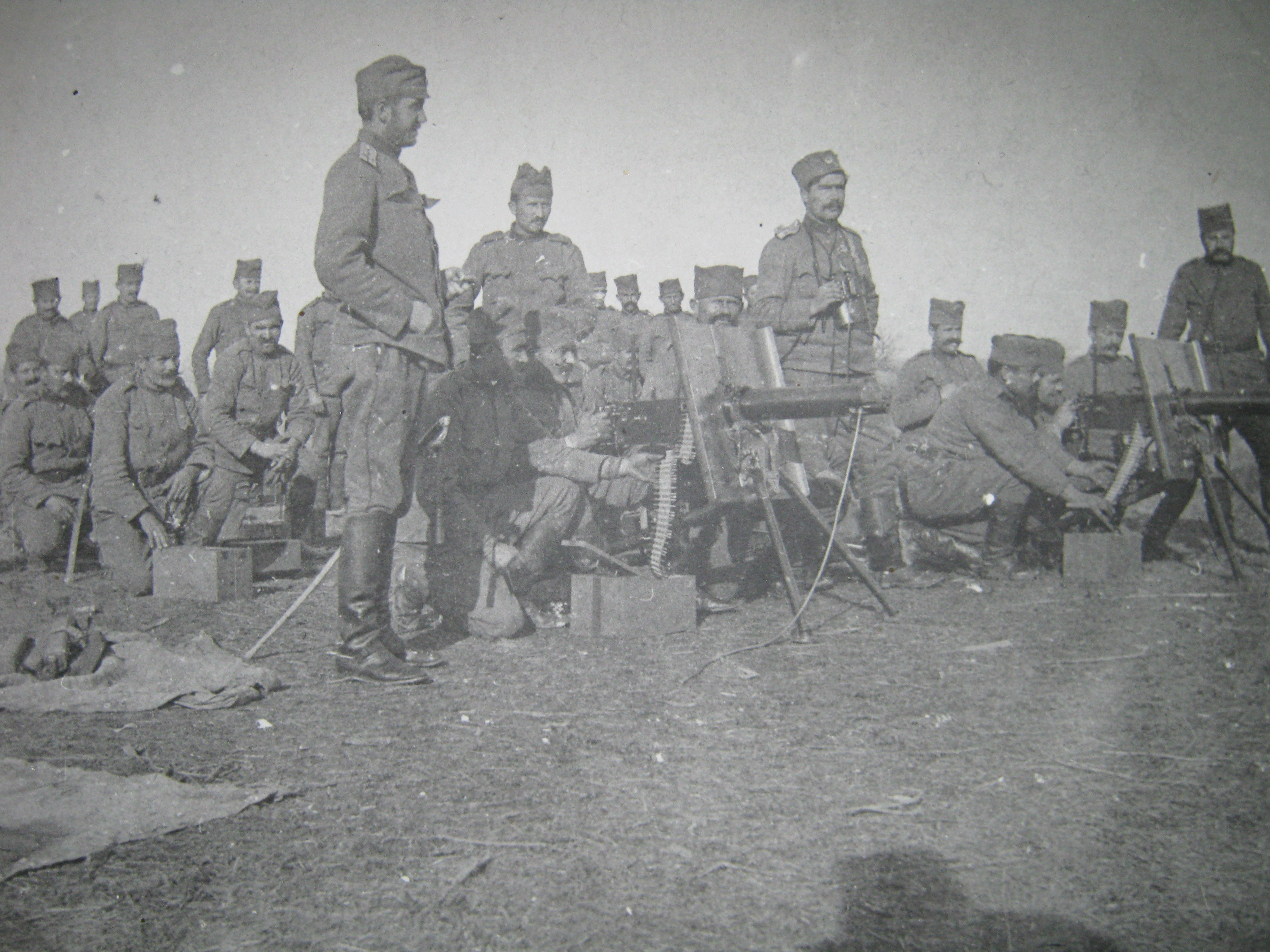